# Remember
„Remember“ (česky „Pamatuj“) je píseň britského hudebníka Johna Lennona, která se poprvé objevila na jeho prvním sólovém albu po rozpadu The Beatles John Lennon/Plastic Ono Band z roku 1970.

## Složení a nahrávání
Píseň byla ovlivněna prvotními terapeutickými sezeními Lennona s doktorem Arthurem Janovem, v textu se odrážejí témata, která byla předmětem sezení. Popisované vzpomínky jsou často nepříjemné – o rozporu s rodinou, autoritou a vrstevníky.
Na samém konci písně je slyšíme Lennona říkat slova: "Remember, remember, the Fifth of November!" („Pamatuj, pamatuj, pátého listopadu!“), následovaná zvukem výbuchu. Slova pocházejí z anglické dětské říkanky Remember, Remember, The Fifth of November, která odkazuje na Noc Guye Fawkese, která je ve Velké Británii oslavována ohňostrojem. V rozhovoru Janna Wennerova z Rolling Stone se Lennon zmínil, že se až později rozhodl, že tato linie by měla být vyvrcholením písně.
Původní verze „Remember“ byla dlouhá přes osm minut. Tato verze obsahovala varhany, další dvoustopé vokály a tzv. brumli. Lennon zde ale přerušil záznam a nahradili jej zvukem výbuchu, odkazující na Noc Guye Fawkese. Později se k tomu vyjádřil slovy: "I cut it there and it just exploded 'cause it was a good joke." („Usekl jsem to tam a prostě to explodovalo, protože to byl dobrý vtip.“)
Text části písně "If you ever change your mind about leaving it all behind." („Pokud někdy změníte svůj názor, že to necháš všechno za sebou.“) použil v úvodu písně Bring It On Home to Me Sam Cooke. Tuto píseň později Lennon vydal jako cover na albu na Rock ‚n‘ Roll. Avšak zatímco Cooke se v této části zmiňoval o tom, aby se k němu vrátila jeho milovaná, Lennon v textu naznačuje, že „nechat vše za sebou“ je nemožné a člověk by si měl vždy být vědom své minulosti, dále zpívá, že by člověk neměl litovat minulosti nebo si z ní dělat starosti.
Další verze písně, která je tvořena zkouškou, se pak objevuje na setu 4 CD John Lennon Anthology z roku 1998.
Píseň byla zaznamenána 9. října 1970, v den Lennonových 30. narozenin. Dokladem toho je i to, že v úvodu původní nahrávky písně Lennon zpívá "Happy Birthday... to me..." („Šťastné narozeniny... přeji sobě...“), zatímco Starr a Voormann hrají doprovodnou stopu. Ve stejný den se také konalo poslední setkání Lennona s jeho otcem Alfredem Lennonem, kterého Lennon pozval na oběd. Setkání bylo neúspěšné, protože Lennon právě procházel prvotní terapií doktora Janova.

## Komentáře
- V jednom okamžiku, kdy se rytmus skladby zpomaluje, se Lennon v textu zmiňuje o tom, že když se v budoucnu "všechno zblázní", měl by si zkusit vzpomenout na svůj momentální okamžik oddechu.[4] Podle Rogana by měl pro Lennona tento okamžik být spíš z jeho dětství než ze současnosti.[8]

- Wilfrid Mellers popisuje konstrukci písně jako vokální melodii, která nemá žádnou linii, a je spíše tvořena pentatonickými fragmenty. Dále je v písni použita lichá tonalita, která se pohybuje mezi nesouvisejícími akordy.[9]

- Lennon v písní hraje na klavír staccato. Popový historik Robert Rodriguez konstatuje, že na začátku písně, kdy Lennon začíná zpívat, musí bubeník Ringo Starr „kompenzovat Johnův nevyzpytatelný smysl pro rytmus“.[5]

## Nástroje
Původní nahrávka:
- John Lennon – zpěv, piano
- Ringo Starr – bicí
- Klaus Voormann – basová kytara